# Oscar Paul (konstnär)

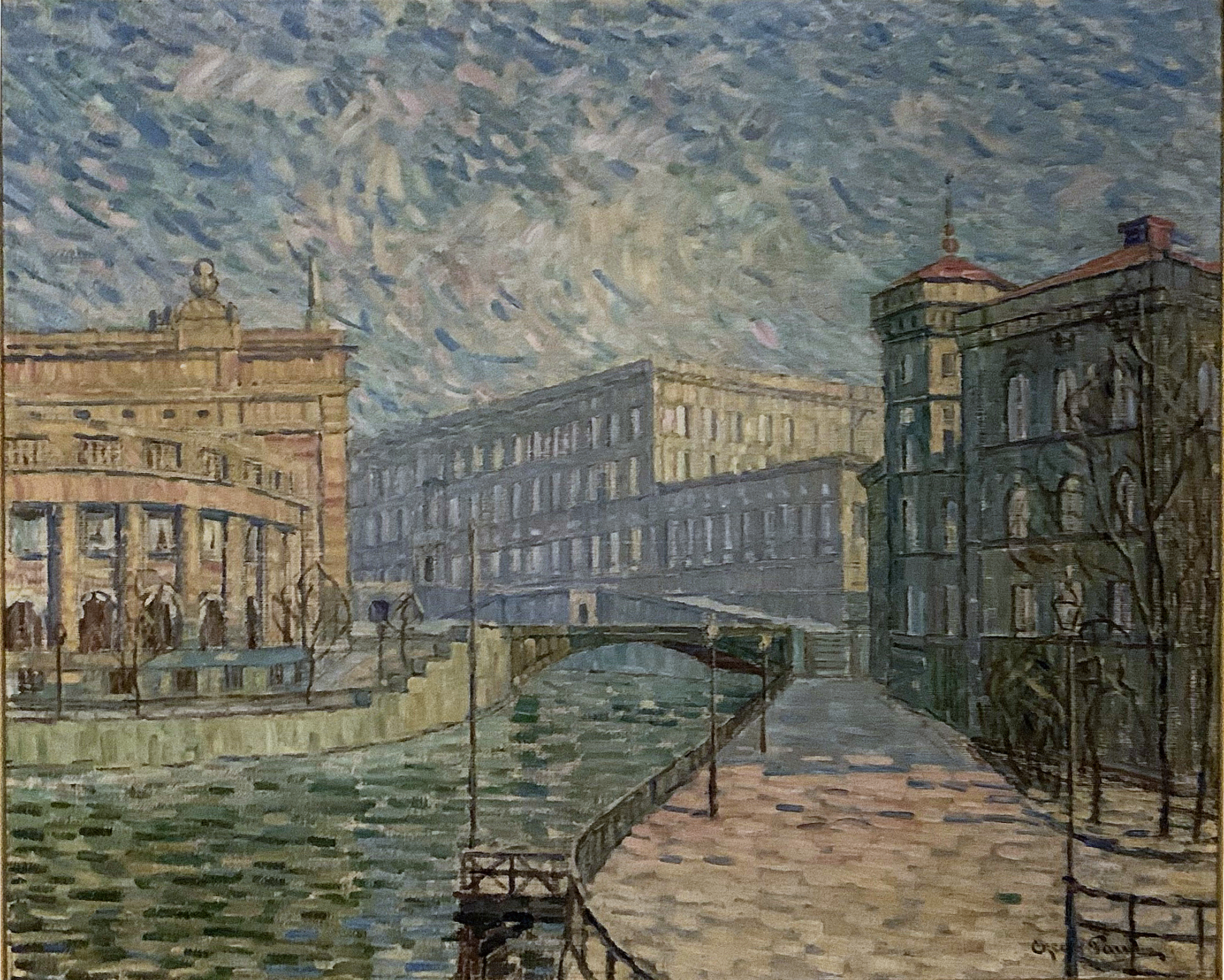
Målning av Oscar Paul föreställande riksdagshuset och Stockholms slott.

Oscar Paul, ursprungligen Olsson, född 26 juni 1880 i Näsinge, Bohuslän, död 5 april 1961 i Spånga, var en svensk målare, grafiker och konsthantverkare.
Han var son till kronofjärdingsmannen Nils August Olsson och Hedda Amalia Pettersdotter och från 1916 gift med Karin Johanna Charlotta. Paul studerade dekorationsmåleri vid Slöjdföreningens skola i Göteborg 1913-1907 och under studieresor till Berlin och München 1909 och 1911, Paris 1910 och 1911 samt Norge och Danmark 1917. Samtidigt som han studerade vid Slöjdföreningens skola arbetade han som assistent till olika dekorationsmålare, bland andra Filip Månsson. Separat ställde han ut på Ciacellis konstsalong i Stockholm 1916, Uddevalla museum, Josefssons konsthall och Konstnärshuset. Han medverkade i samlingsutställningar arrangerade av Sveriges allmänna konstförening, Spånga konstförening och han var en av deltagarna i utställningen Svensk konst på Valand-Chalmers 1923. Hans konst består av stilleben, figurer, porträtt, stadsbilder och landskap utförda i olja, akvarell eller pastell. Paul är representerad vid Moderna museet i Stockholm med etsningar och Uddevalla museum. 